# 阿雷納爾湖
10°27′N 84°46′W / 10.45°N 84.77°W
阿雷納爾湖是哥斯達黎加的人工湖泊，位於阿雷納爾火山山腳，長30公里、寬5公里，面積85平方公里，是該國最大的湖泊，水深30至60米。

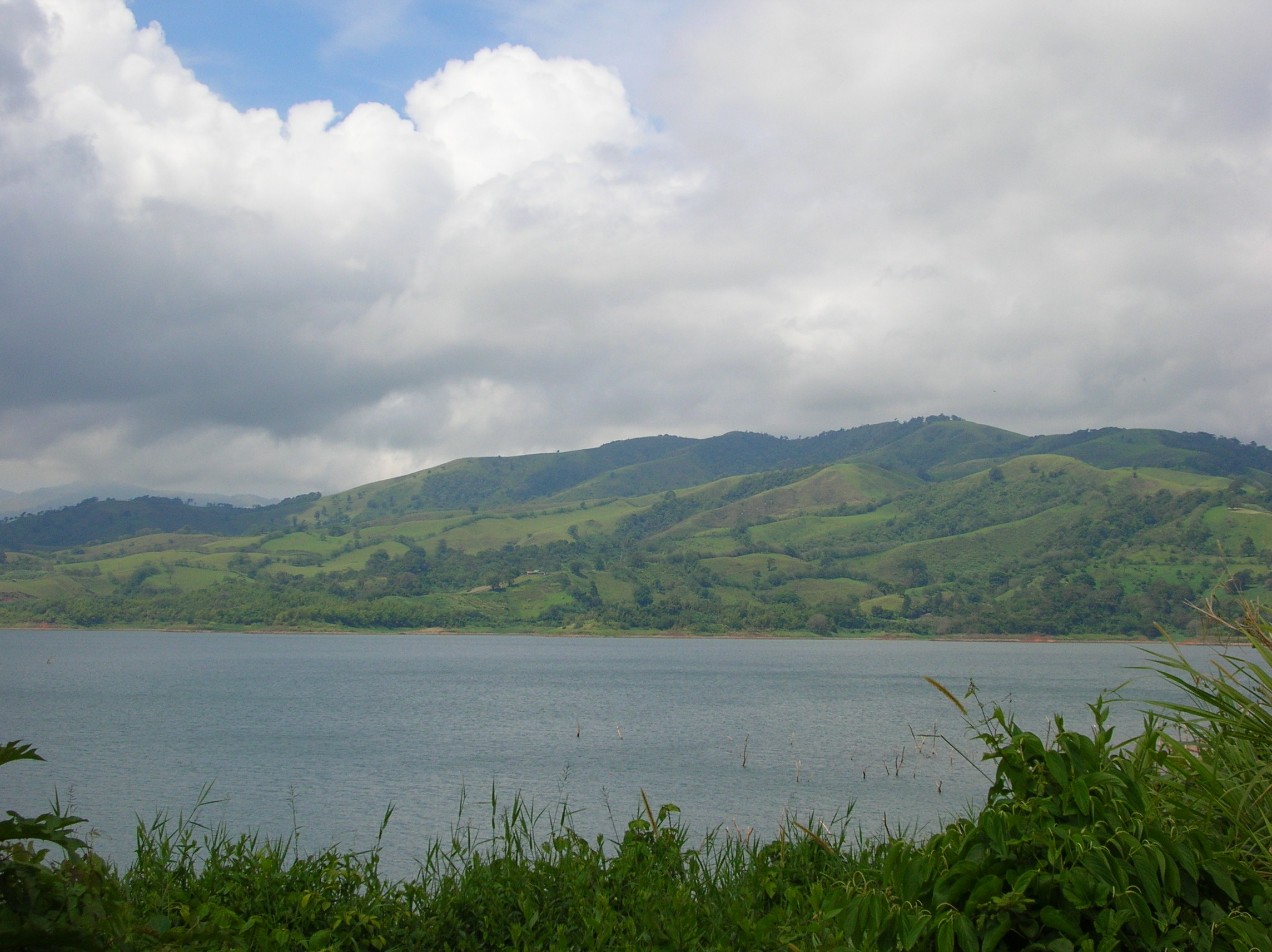

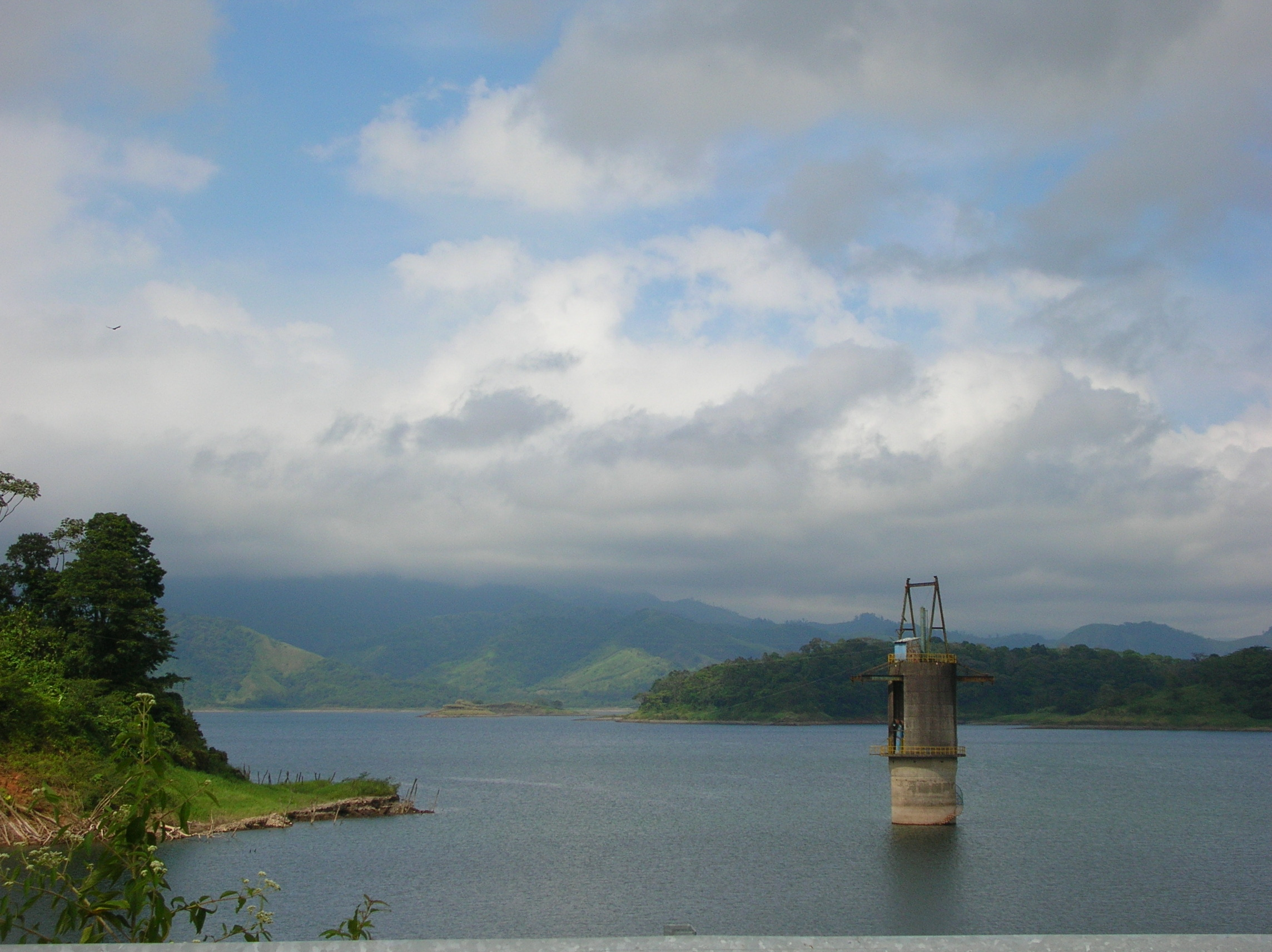

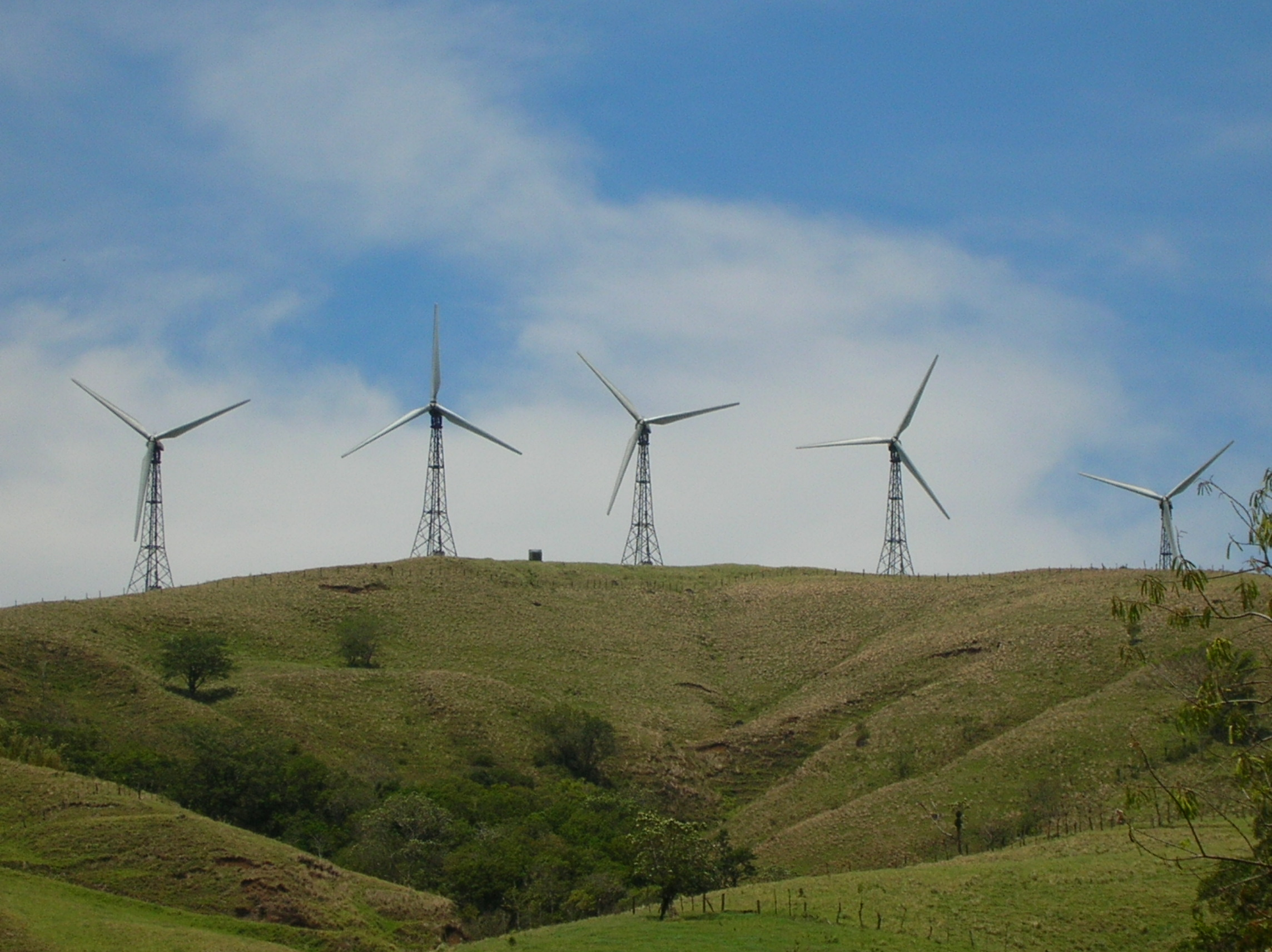

## 外部連結
- Lake Arenal information （页面存档备份，存于）